# Dibezzia debenhamae
Dibezzia debenhamae är en tvåvingeart som beskrevs av Wirth och Ratanaworabhan 1981. Dibezzia debenhamae ingår i släktet Dibezzia och familjen svidknott. Inga underarter finns listade i Catalogue of Life.